# Boccace 70
Pour plus de détails, voir Fiche technique et Distribution.
Boccace 70 (titre original : Boccaccio '70) est un film franco-italien sorti en 1962 et regroupant trois ou quatre sketches selon les versions ou les pays :
- Mario Monicelli – 1er sketch : Renzo et Luciana
— Initialement prévu pour apparaître en premier, ce sketch a été supprimé avant la première du film au Festival de Cannes 1962 et ensuite lors de son exploitation en France. Aujourd'hui, lors des rediffusions du film et selon les chaînes télé, il est souvent réintégré.
- Federico Fellini – 2e sketch : Les Tentations du docteur Antoine
- Luchino Visconti – 3e sketch : Le Travail
- Vittorio De Sica – 4e sketch : La Loterie

## Synopsis
Quatre contes contemporains inspirés par les satires misogynes de Boccace.

### Renzo et Luciana
Italie, années 1960 - Renzo et Luciana travaillent dans la même grande entreprise, mais en raison du contrat de travail de Luciana qui stipule qu'elle doit demeurer célibataire et ne pas tomber enceinte, ils en sont réduits à se marier en cachette, en prétextant un rendez-vous chez le dentiste. Obligés de feindre de ne pas se connaître la journée pour ne pas se faire licencier, habitant chez les parents de Luciana, sans réelle intimité, ils n'arrivent pas à être ensemble. Il reste les sorties du dimanche, mais il faut prendre garde à ne pas croiser de supérieur et, justement, l'un d'eux commence à vouloir séduire Luciana, celle-ci se disant sans petit ami, ne pouvant avouer qu'elle vit avec quelqu'un…

### Les Tentations du docteur Antoine

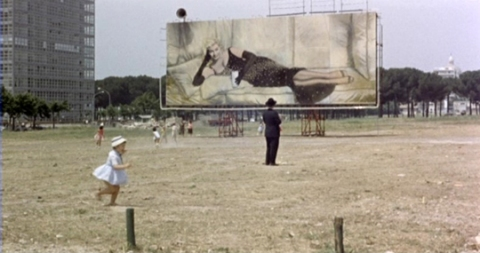
L'affiche publicitaire « Buvez plus de lait ! » qui tente le vertueux docteur Antoine.

Le docteur Antonio Mazzuolo, refoulé et farouche défenseur de la vertu, passe son temps à traquer les amoureux des bancs publics. Un jour, on placarde en face de chez lui un immense panneau publicitaire où l'actrice à l'opulente poitrine Anita Ekberg, dans une pose lascive, vante les bienfaits du lait : « Bevete più latte » (Buvez plus de lait !). Anita devient l'omniprésente et monstrueuse obsession des jours et des nuits du docteur. Il en perd complètement la tête, au point qu'un matin les pompiers sont obligés d'aller le rechercher tout en haut du panneau où il s'était juché, et de l'emmener en ambulance.

### Le Travail
Le jeune comte Ottavio, fraîchement marié, a été découvert en compagnie de call-girls. Craignant les réactions de son épouse Pupe, Ottavio est surpris quand celle-ci, au lieu de le poursuivre de sa vindicte, lui explique qu'elle est fatiguée de mener une vie inutile et, comme elle n'a rien appris, elle demande que ses faveurs conjugales lui soient désormais rétribuées au tarif habituel (et exorbitant) que demandent les prostituées… Marché conclu.

### La Loterie
La plantureuse Zoe, employée du stand de tir de son frère, est mise en loterie par celui-ci pour attirer le chaland : le gagnant est le timide et impuissant sacristain Cuspet… Mais c'est alors que la belle tombe amoureuse du jaloux Gaetano.

## Fiche technique

### Caractéristiques techniques communes
- Titre original : Boccaccio '70
- Titre français : Boccace 70
- Sujets inspirés par les contes de Boccace, sauf Le Travail, inspiré par la nouvelle de Guy de Maupassant Au bord du lit
- Pays de production :  Italie,  France
- Année de tournage : 1961
- Langues originales : italien, allemand
- Producteurs : Carlo Ponti, Antonio Cervi
- Directeurs de production : Lucio Orlandini, Alfredo Melidoni, Ugo Tucci, Sante Chimirri
- Sociétés de production : Concordia Compagnia Cinematografica (Italie), Cineriz (Italie), Francinex (France), Gray-Film (France)
- Sociétés de distribution : Cinédis (distributeur d'origine France), Carlotta Films (France), Istituto Italiano di Cultura (France/Italie)
- Format : 35 mm — couleur par Technicolor et Eastmancolor — 1.66:1 — son monophonique
- Durée totale : 150 minutes environ (3 sketches) / 208 minutes environ (4 sketches)
- Dates de sortie :
  - Italie : 23 février 1962
  - France : 29 août 1962
- (fr) Classifications et visa CNC : mention « tous publics », Art et Essai, visa d'exploitation no 24906 délivré le 26 juillet 1962

### 1ersketch:Renzo et Luciana
- Titre original : Renzo e Luciana
- Réalisateur : Mario Monicelli
- Scénario : Giovanni Arpino, Italo Calvino, Suso Cecchi D'Amico, Mario Monicelli
- Décors : Piero Gherardi
- Images : Armando Nannuzzi
- Montage : Adriana Novelli
- Musique : O Sole Mio
- Format : couleurs
- Genre : comédie dramatique
- Durée : 58 min

### 2esketch:Les Tentations du docteur Antoine
- Titre original : Le tentazioni del dottor Antonio
- Titre français : Les Tentations du docteur Antoine
- Réalisation : Federico Fellini
- Assistant-réalisation : Brunello Rondi
- Scénario : Federico Fellini, Ennio Flaiano, Tullio Pinelli, Brunello Rondi, Goffredo Parise
- Décors : Piero Zuffi
- Photographie : Otello Martelli
- Montage : Leo Catozzo
- Musique : Nino Rota
- Tournage extérieur : quartier de l'EUR (Rome)
- Genre : fantastique
- Durée : 50 minutes environ

### 3esketch:Le Travail
- Titre original : Il lavoro
- Titre français : Le Travail
- Réalisation : Luchino Visconti
- Scénario : Luchino Visconti et Suso Cecchi D'Amico d’après la nouvelle de Guy de Maupassant Au bord du lit
- Décors : Mario Garbuglia
- Costumes : Coco Chanel
- Photographie : Giuseppe Rotunno
- Montage : Mario Serandrei
- Musique : Nino Rota
- Genre : comédie dramatique
- Durée : 46 minutes

### 4esketch:La Loterie
- Titre original : La riffa
- Titre français : La Loterie
- Réalisation : Vittorio De Sica
- Assistante-réalisation : Luisa Alessandri
- Scénario : Cesare Zavattini
- Décors : Elio Costanzi
- Photographie : Otello Martelli
- Montage : Adriana Novelli
- Musique : Armando Trovajoli
- Chansons : 
  - Riffa cha cha, paroles de Nora Orlandi et musique d’Armando Trovajoli
  - Soldi, soldi, soldi, paroles et musique de Pietro Garinei, Sandro Giovannini et Gorni Kramer
- Genre : comédie
- Durée : 50 minutes environ

## Distribution

### 1ersketch:Renzo et Luciana
- Marisa Solinas : Luciana
- Germano Gilioli : Renzo

### 2esketch:Les Tentations du docteur Antoine
- Peppino De Filippo : le docteur Antonio Mazzuolo
- Anita Ekberg : Anita
- Mario Passante : le sacristain
- Silvio Bagolini : le secrétaire de Monseigneur
- Polidor : un colleur d'affiche

### 3esketch:Le Travail
- Romy Schneider : Pupe
- Tomás Milián : Ottavio
- Romolo Valli : Maître Zacchi
- Paolo Stoppa : Maître Alcamo

### 4esketch:La Loterie
- Sophia Loren : Zoe
- Luigi Giuliani : Gaetano
- Alfio Vita : Cuspet, le sacristain
- Valentino Macchi : le désœuvré
- Tano Rustichelli : Turas
- Antonio Mantovani : le vétérinaire
- Luigi Giuliani